# 30 juni
30 juni is de 181ste dag van het jaar (182ste dag in een schrikkeljaar) in de gregoriaanse kalender. Hierna volgen nog 184 dagen tot het einde van het jaar.

## Gebeurtenissen
- Algemeen
  - 1881 - Opening van het Széchenyibad in de Hongaarse hoofdstad Boedapest.
  - 1936 - Het boek "Gone with the wind" wordt gepubliceerd.
  - 1964 - In Amsterdam worden "Happenings" gehouden rond "Het Lieverdje"; het ontstaan van de provo's.
  - 1971 - Drie Russische kosmonauten worden dood aangetroffen in hun capsule na een schijnbaar probleemloze landing.
  - 1973 - Afschaffing dienstplicht in de Verenigde Staten.
- Criminaliteit en veiligheid
  - 1974 - De moeder van Martin Luther King, Alberta, wordt doodgeschoten tijdens een kerkdienst waar ze het orgel bespeelt.
  - 1993 - Bomaanslag op het gebouw van het Ministerie van Sociale Zaken en Werkgelegenheid in Den Haag door de RaRa.
  - 2007 - Op het vliegveld van Glasgow ramt een jeep gevuld met benzine terminal 1. Waarschijnlijk was het de bedoeling dat de auto zou ontploffen. Dit komt een dag na de mislukte aanslagen in Londen. De autoriteiten vermoeden dat het om een terroristische aanval gaat; Groot-Brittannië stelt het hoogste terreuralarm in.
- Economie
  - 1975 - President Kenneth Kaunda van Zambia kondigt verstrekkende nationalisaties aan: al het particuliere landbezit, de bioscopen, particuliere verpleeginrichtingen en de grote dagbladen in het Afrikaanse land worden in beslag genomen door de staat.
  - 1977 - De Oost-Afrikaanse Gemeenschap, een samenwerkingsverband van Tanzania, Oeganda en Kenia, wordt ontbonden. De gemeenschap was al sinds de staatsgreep van Idi Amin in Oeganda, waarmee Tanzania zich nooit heeft kunnen verzoenen, in de versukkeling geraakt.
- Infrastructuur
  - 1994 - Een Airbus A330 stort tijdens een testvlucht neer, alle 7 inzittenden komen om.
  - 2009 - Yemenia-vlucht 626, een Airbus A310 van de Jemenitische vliegmaatmaatschappij Yemenia, crasht met 153 mensen aan boord bij de eilandengroep Comoren voor de Afrikaanse oostkust. Een meisje van 14 overleeft op wonderbaarlijke wijze het ongeluk.
- Media
  - 1944 - Voorlopig verschijnt het laatste nummer van het Dagblad van het Oosten.
  - 2017 - Weervrouw Helga van Leur presenteert haar laatste weerbericht bij RTL 4 na 20 jaar trouwe dienst.
  - 2021 - De Amerikaanse komiek Bill Cosby wordt vrijgelaten. Hij zat een gevangenisstraf uit voor seksueel misbruik bij meerdere vrouwen. De miljonair zou geen eerlijk proces hebben gehad.
- Oorlog
  - 2016 - Bij een zelfmoordaanslag in het Afghaanse district Paghman komen tientallen politiemannen en burgers om het leven.
- Politiek
  - 350 - Nepotianus wordt in opdracht van Magnentius vermoord. Hij regeert als keizer van Rome slechts 28 dagen.
  - 1914 - Gandhi wordt gearresteerd in zijn anti-apartheidsstrijd in Zuid-Afrika.
  - 1933 - Een massale demonstratie in Antwerpen tegen oorlog en fascisme.
  - 1934 - Nacht van de Lange Messen: Hitler schakelt alle oppositie binnen zijn eigen partij uit.
  - 1941 - Wegvoering van de Nederlandse oud-premier Colijn door de Duitsers.
  - 1960 - Ondertekening van de onafhankelijkheidsakte van Congo door Patrice Lumumba en Gaston Eyskens.
  - 1987 - De Europese Commissie publiceert haar groenboek over telecommunicatie.
  - 1990 - Zaïre viert dertig jaar onafhankelijkheid, maar zonder Belgische delegatie bij de feestelijkheden.
  - 2006 - Jan Peter Balkenende biedt het ontslag aan van het kabinet-Balkenende II.
  - 2010 - Jennifer Geerlings-Simons en Ruth Wijdenbosch worden verkozen tot respectievelijk voorzitter en (eerste vrouwelijke) ondervoorzitter van het parlement van Suriname.
  - 2012 - Premier Victor Ponta van Roemenië weigert af te treden nadat een commissie heeft vastgesteld dat hij zijn proefschrift grotendeels heeft overgeschreven.
  - 2013 - De politie in de Senegalese hoofdstad Dakar pakt voormalig dictator van Tsjaad, Hissène Habré, op.
  - 2020 - Koning Filip van België biedt zijn excuses aan voor de wandaden die werden gepleegd vanaf 1885 in de Belgische oud-kolonie Congo aan de huidige Democratische Republiek Congo.
- Recreatie
  - 2000 - Op het Roskilde Festival in Kopenhagen worden negen mensen doodgedrukt tijdens een optreden van de Amerikaanse popgroep Pearl Jam.
- Religie
  - 1818 - Verheffing van het Bisdom Warschau in Polen tot Aartsbisdom Warschau.
  - 1911 - Oprichting van de Apostolische Prefectuur Sumatra in Nederlands-Indië.
  - 1963 - Kroning van Paus Paulus VI in Rome. Hij is de laatste paus die met een tiara is gekroond.
  - 1988 - Aartsbisschop Marcel Lefebvre wijdt in Écône in Zwitserland vier bisschoppen zonder toestemming van de Heilige Stoel.
- Sport
  - 1974 - Het Nederlands voetbalelftal verslaat ook de DDR bij het WK voetbal 1974 in West-Duitsland. Het duel in Gelsenkirchen eindigt in 2-0 door doelpunten van Johan Neeskens en Rob Rensenbrink.
  - 1996 - Duitsland wint in Londen het EK voetbal door Tsjechië in de finale met 2-1 te verslaan. In de verlenging maakt Oliver Bierhoff de zogeheten golden goal.
  - 2002 - Brazilië wint in Yokohama de wereldtitel door Duitsland met 2-0 te verslaan in de finale van het WK voetbal.
  - 2003 - Oprichting van de Poolse voetbalclub MKS Kluczbork na een fusie van de clubs KKS Kluczbork en LZS Kuniów.
  - 2006 - De dag vóór de Ronde van Frankrijk 2006 krijgen 9 wielrenners, waaronder favorieten zoals Jan Ullrich en Ivan Basso een startverbod wegens vermeend dopinggebruik. Het Astana - Würth Team kan uiteindelijk niet starten omdat vijf van de negen renners geweerd zijn en de ploeg dus niet aan het vereiste minimum van zes renners raakt.
  - 2014 - Opening van het National Stadium, een multifunctioneel stadion in Kallang, een wijk in de Central Region van Singapore.
  - 2019 - Max Verstappen wint net als vorig jaar op de Red Bull Ring de Grand Prix Formule 1 van Oostenrijk.
- Wetenschap en technologie
  - 1905 - Albert Einstein stuurt het artikel "Zur Elektrodynamik bewegter Körper" in, waarin hij de speciale relativiteitstheorie introduceert. Het wordt op 26 september gepubliceerd.
  - 1908 - In Toengoeska (nu Kraj Krasnojarsk) in Siberië vindt een ongekend krachtige explosie plaats, veroorzaakt door de inslag van een kleine planetoïde[1]
  - 1946 - Op het atol Bikini in de Stille Oceaan verwoest een proefexplosie van de atoombom meer dan 200 afgedankte schepen.
  - 1948 - William Shockley, John Bardeen en Walter Brattain demonstreren in New York hun uitvinding: de transistor.[2]
  - 1972 - Voor de eerste maal wordt een schrikkelseconde ingevoerd.
  - 1973 - Een zonsverduistering van zeven minuten die in Afrika het beste zichtbaar is. In Nederland is de verduistering niet waarneembaar en in België is slechts een zeer kleine gedeeltelijke verduistering waarneembaar. Deze verduistering is de 35e in Sarosreeks 136.[3]

## Geboren

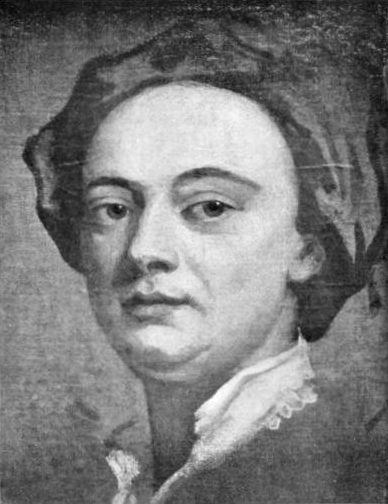
John Gay
geboren in 1685

Paul Barras
geboren in 1755

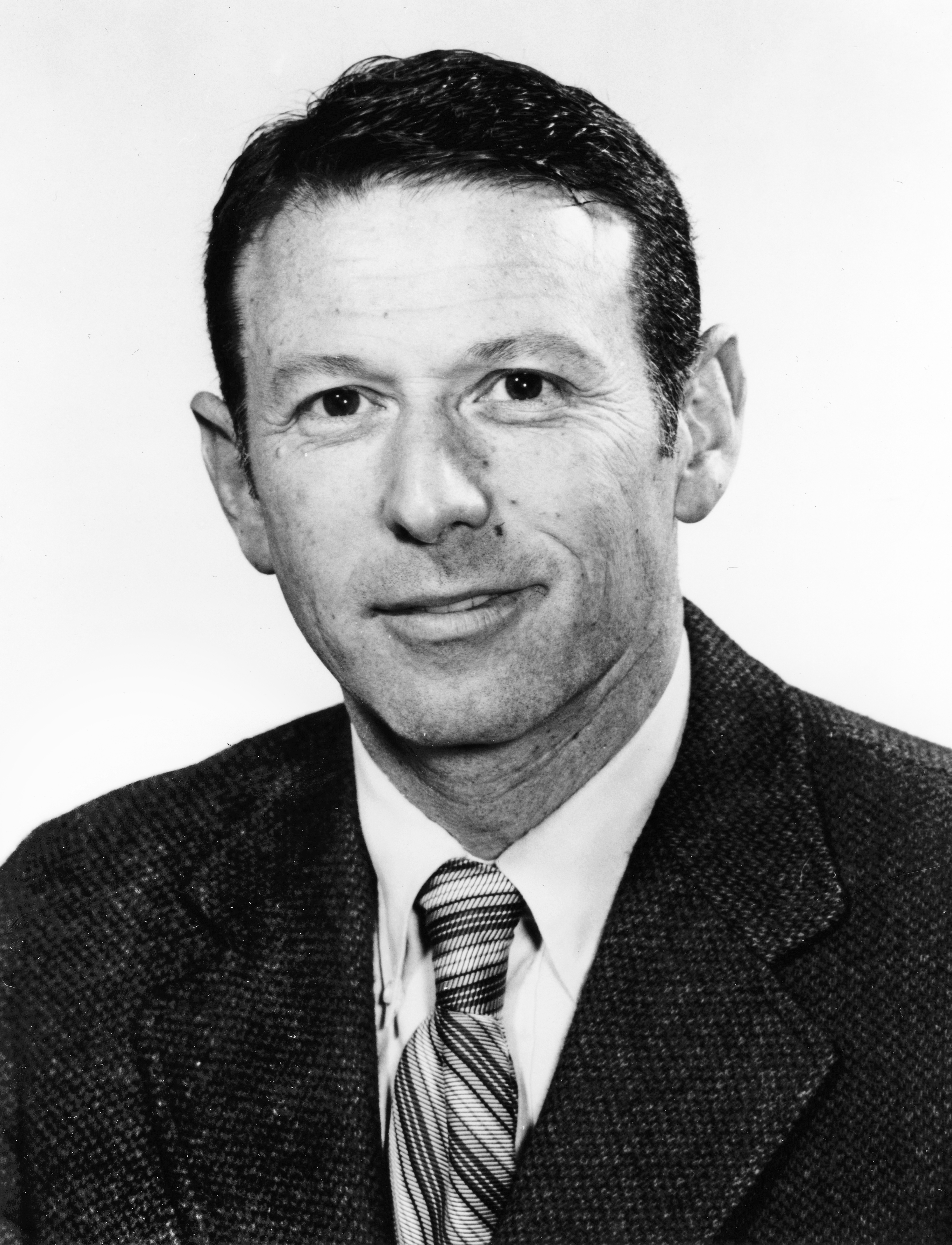
Paul Berg
geboren in 1926

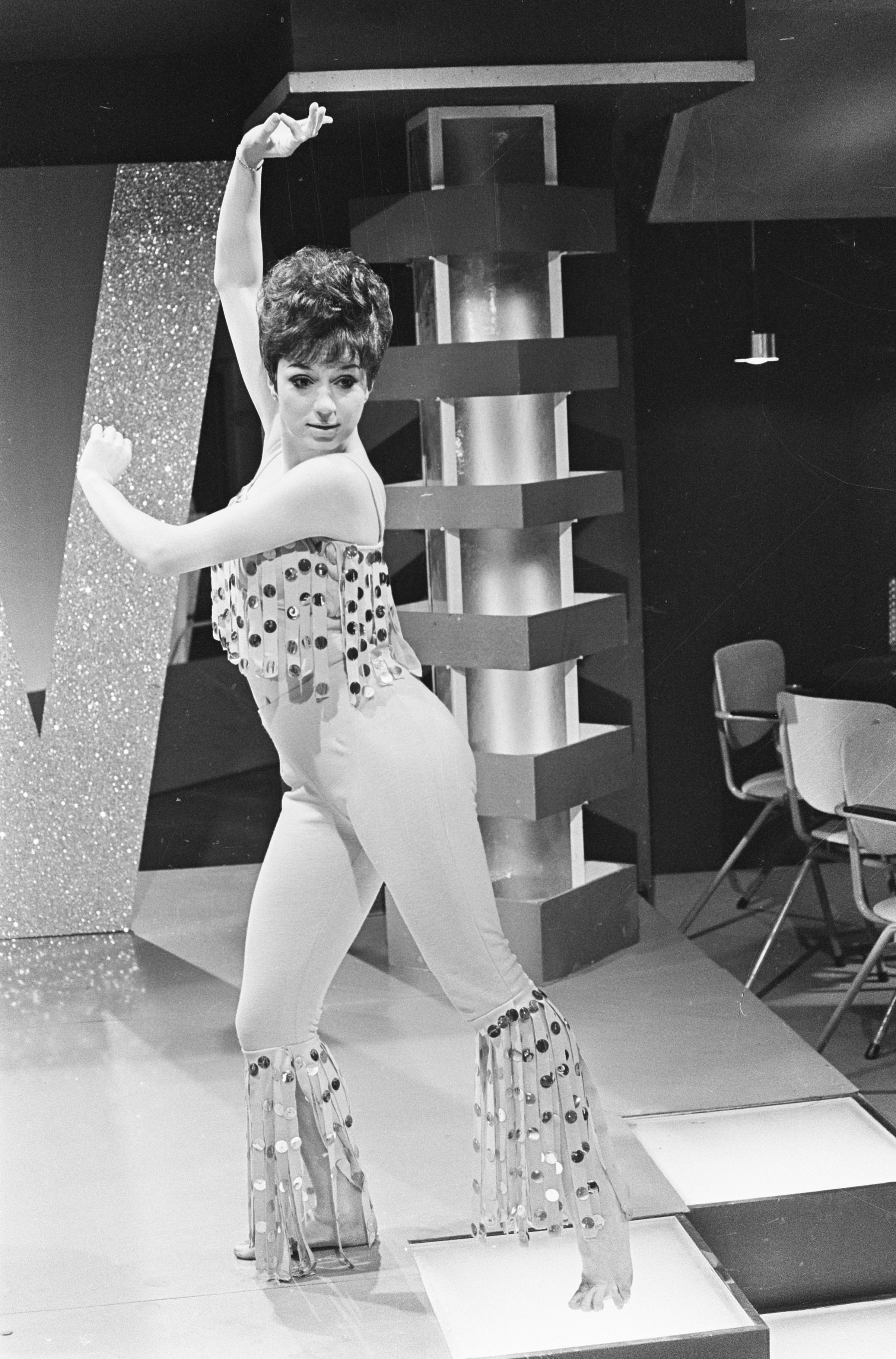
Corrie van Gorp
geboren in 1942

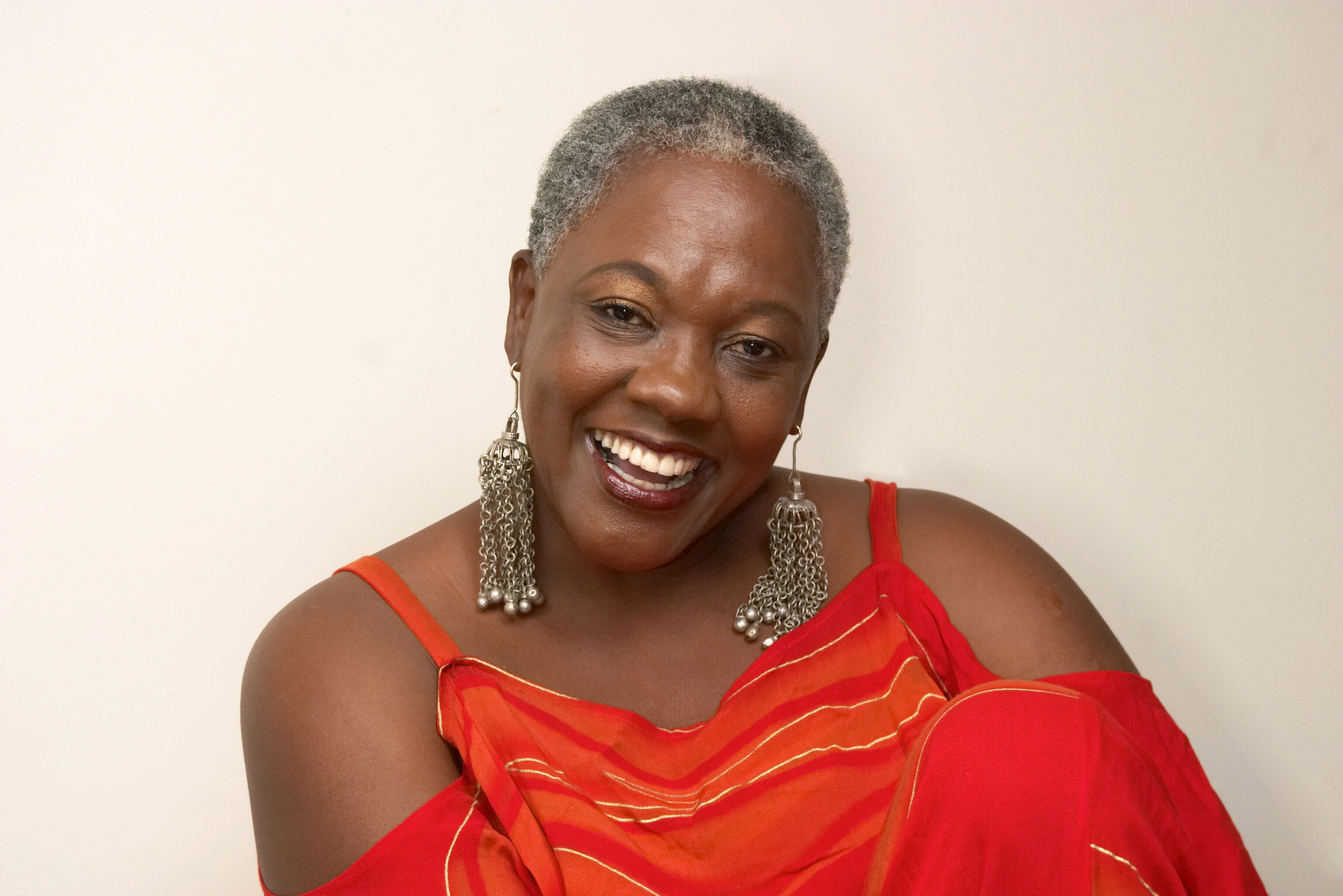
Jetty Mathurin
geboren in 1951

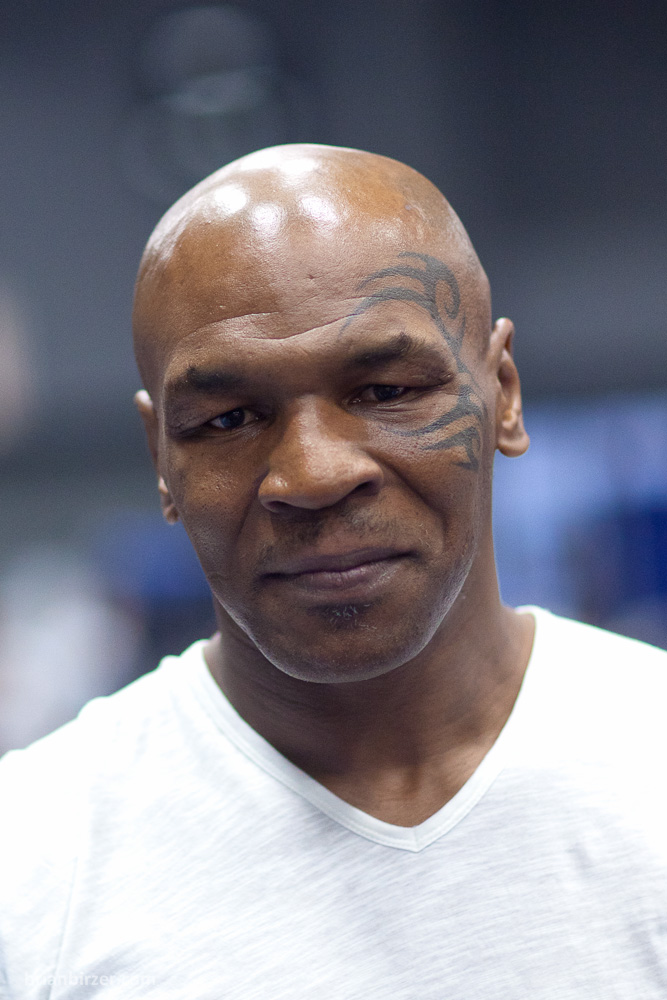
Mike Tyson
geboren in 1966

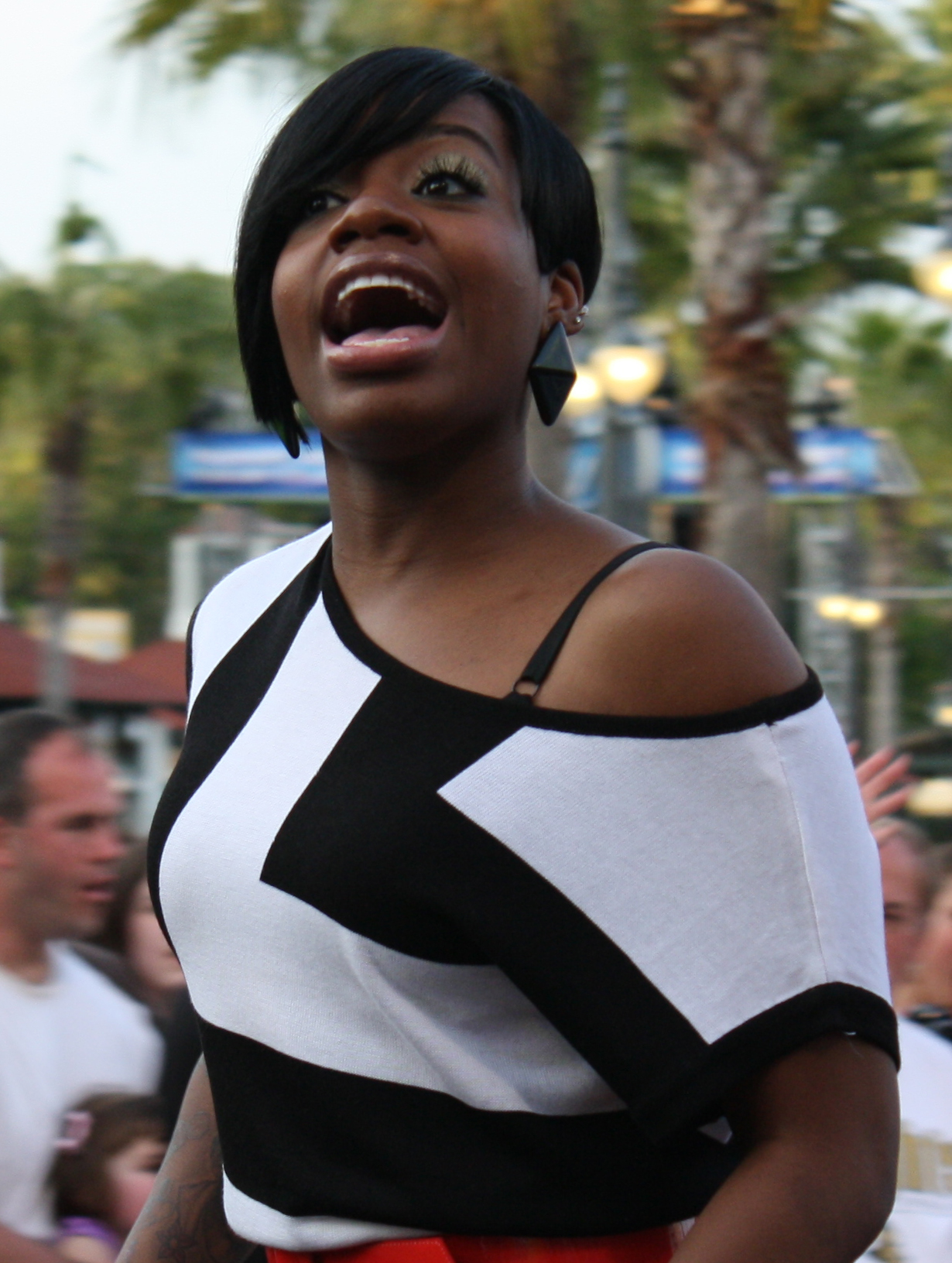
Fantasia Barrino
geboren in 1984

- 1470 - Karel VIII, koning van Frankrijk (overleden 1498)
- 1503 - Johan Frederik I van Saksen, Keurvorst van Saksen en Hertog van Saksen (overleden 1554)
- 1646 - Paul Hermann, Duits medicus en botanicus (overleden 1695)
- 1685 - John Gay, Brits schrijver (overleden 1732)
- 1695 - Christiane Mariane von Ziegler, Duits tekstdichteres (overleden 1760)
- 1722 - Georg Benda, Tsjechisch componist (overleden 1795)
- 1755 - Paul Barras, Frans politicus (overleden 1829)
- 1768 - Elizabeth Kortright Monroe, Amerikaans first lady (echtgenote van James Monroe) (overleden 1830)
- 1791 - Henry Trigg, West-Australisch pionier en koloniaal ambtenaar (overleden 1882)
- 1801 - Frédéric Bastiat, Frans econoom en filosoof (overleden 1850)
- 1817 - Joseph Dalton Hooker, Brits botanicus (overleden 1911)
- 1825 - Hervé, Frans operettecomponist, zanger, acteur en dirigent (overleden 1892)
- 1860 - Gyula II Andrássy, Oostenrijks-Hongaars politicus (overleden 1929)
- 1865 - Herman Coster, Nederlands advocaat (overleden 1899)
- 1882 - Heinrich Riso, Duits voetballer (overleden 1952)
- 1884 - Franz Halder, Duits generaal (overleden 1972)
- 1888 - Rudolf Amelunxen, Duits politicus (overleden 1969)
- 1890 - Paul Boffa, Maltees politicus (overleden 1962)
- 1893 - Frits Eijken, Nederlands roeier (overleden 1978)
- 1893 - Walter Ulbricht, Oost-Duits politicus (overleden 1973)
- 1899 - Madge Bellamy, Amerikaans actrice (overleden 1990)
- 1904 - Glenda Farrell, Amerikaans actrice (overleden 1971)
- 1908 - Dave Baan, Nederlands bokser (overleden 1984)
- 1908 - Johan Buursink, Nederlands journalist en publicist (overleden 1993)
- 1911 - Czesław Miłosz, Pools schrijver en dichter (overleden 2004)
- 1912 - Ludwig Bölkow, Duits luchtvaartpionier (overleden 2003)
- 1914 - Francisco da Costa Gomes, Portugees militair en politicus (overleden 2001)
- 1915 - Toos Goorhuis-Tjalsma, Nederlands onderneemster (overleden 2004)
- 1916 - André Smit, Nederlands musicus (overleden 2001)
- 1917 - Susan Hayward, Amerikaans actrice (overleden 1975)
- 1917 - Lena Horne, Amerikaans zangeres en actrice (overleden 2010)
- 1920 - Zeno Colò, Italiaans alpineskiër (overleden 1993)
- 1920 - Theo Sanders, Nederlands politiefunctionaris (overleden 2008)
- 1920 - Claude Schwartz, Belgisch atleet (overleden 1968)
- 1923 - Jan Boerman, Nederlands componist (overleden 2020)
- 1924 - Isidoor Van de Wiele, Belgisch atleet (overleden 2010)
- 1926 - Peter Alexander, Oostenrijks zanger en acteur (overleden 2011)
- 1926 - Paul Berg, Amerikaans scheikundige en Nobelprijswinnaar (overleden 2023)
- 1926 - Henk Bouwman, Nederlands hockeyer (overleden 1995)
- 1926 - André Dufraisse, Frans veldrijder; wereldkampioen 1954 t/m 1958 (overleden 2021)
- 1927 - Shirley Fry, Amerikaans tennis- en badmintonspeelster (overleden 2021)
- 1927 - Frank McCabe, Amerikaans basketballer (overleden 2021)
- 1930 - Tata Guines, Cubaans percussionist (overleden 2008)
- 1930 - Thomas Sowell, Amerikaans econoom/schrijver
- 1930 - Ela Stein-Weissberger, Tsjechisch Holocaustoverlevende (overleden 2018)
- 1931 - Bert Eriksson, Belgisch voorzitter van het VMO (overleden 2005)
- 1931 - Hans Gruijters, Nederlands politicus (overleden 2005)
- 1932 - Cornelis van Bree, Nederlands taalkundige (overleden 2025)
- 1932 - Clifford David, Amerikaans acteur en zanger (overleden 2017)
- 1933 - Tomislav Ivić, Kroaats voetballer (overleden 2011)
- 1933 - Lea Massari, Italiaans actrice (overleden 2025)
- 1933 - Manfred Orzessek, Duits voetbaldoelman (overleden 2012)
- 1935 - Loren Cunningham, Amerikaanse zendeling en schrijver (overleden 2023)
- 1936 - Dave Van Ronk, Amerikaans volkszanger (overleden 2002)
- 1937 - Gideon Ezra, Israëlisch politicus (overleden 2012)
- 1937 - Hein van der Gaag, Nederlands jazz- en boogie-woogiepianist en componist (overleden 2022)
- 1938 - Chris Hinze, Nederlands dwarsfluitist en componist
- 1938 - Ben Hoekendijk, Nederlands evangelist (overleden 2020)
- 1938 - Vjatsjeslav Ivanov, Sovjet-Russisch roeier (overleden 2024)
- 1938 - Billy Mills, Amerikaans atleet
- 1939 - Harry Källström, Zweeds rallyrijder (overleden 2009)
- 1941 - Paul Alan Levi, Amerikaans componist
- 1941 - Willem Albert Wagenaar, Nederlands psycholoog (overleden 2011)
- 1942 - Robert Ballard, Amerikaans oceanograaf
- 1942 - Wim Crouwel, Nederlands honkballer
- 1942 - Corrie van Gorp, Nederlands actrice en zangeres (overleden 2020)
- 1943 - Florence Ballard, Amerikaans zangeres (overleden 1976)
- 1944 - Terry Funk, Amerikaans acteur en professioneel worstelaar (overleden 2023)
- 1944 - Els Ingeborg Smits, Nederlands actrice (overleden 2011)
- 1945 - Koen Koch, Nederlands bijzonder hoogleraar (overleden 2012)
- 1946 - Serge-Henri Valcke, Belgisch acteur
- 1947 - Theo Klouwer, Nederlands drummer (overleden 2001)
- 1948 - Wolf Erlbruch, Duits illustrator en kinderboekenschrijver (overleden 2022)
- 1948 - Dag Fornæss, Noors schaatser
- 1948 - Kars Veling, Nederlands politicus (overleden 2025)
- 1949 - Alain Finkielkraut, Frans filosoof en politiek commentator
- 1950 - Paulette Fouillet, Frans judoka (overleden 2015)
- 1950 - Willem Urlings, Nederlands burgemeester
- 1951 - Stanley Clarke, Amerikaans muzikant en componist
- 1951 - André Hazes, Nederlands zanger van het levenslied (overleden 2004)
- 1951 - Jetty Mathurin, Surinaams-Nederlands cabaretière en columniste
- 1952 - David Garrison, Amerikaans acteur
- 1952 - Albert Moens, Nederlands burgemeester en politicus (overleden 2013)
- 1953 - Hal Lindes, Engels-Amerikaans gitarist en componist
- 1954 - Øystein Gåre, Noors voetbalcoach (overleden 2010)
- 1954 - Serzj Sarkisian, Armeens politicus
- 1954 - Will Theunissen, Nederlands gitarist (overleden 2020)
- 1956 - Volker Beck, Oost-Duits atleet
- 1957 - Zezé, Braziliaans voetballer (overleden 2008)
- 1958 - Carl Ridders, Nederlands acteur (overleden 2008)
- 1958 - Adelheid Roosen, Nederlands theatermaakster en actrice
- 1958 - Esa-Pekka Salonen, Fins componist
- 1959 - Vincent D'Onofrio, Amerikaans acteur
- 1959 - Daniel Goldhagen, Amerikaans historicus en politicoloog
- 1959 - Brendan Perry, Brits zanger
- 1960 - James Kwesi Appiah, Ghanees voetballer en voetbalcoach
- 1960 - Francisco van Jole, Nederlands internetjournalist
- 1960 - Jacqueline Zirkzee, Nederlands schrijver
- 1961 - Clive Nolan, Brits toetsenist
- 1963 - Olga Bryzgina, Sovjet-Russisch/Oekraïens atlete
- 1963 - Giancarlo Falappa, Italiaans motorcoureur
- 1963 - Yngwie Malmsteen, Zweeds gitarist
- 1963 - Wim Vandekeybus, Belgisch choreograaf, regisseur, acteur en fotograaf
- 1964 - Alexandra Christina Manley, voormalig prinses van Denemarken
- 1964 - Mark Waters, Amerikaans filmregisseur
- 1965 - Babette Degraeve, Belgisch beeldhouwer en kunstschilder
- 1965 - Dietmar Drabek, Oostenrijks voetbalscheidsrechter
- 1965 - Yvonne van Mastrigt, Nederlands politicus
- 1965 - Gary Pallister, Engels voetballer
- 1966 - Andrej Abdoevalijev, Sovjet-Russisch/Tadzjieks/Oezbeeks atleet
- 1966 - Marton Csokas, Nieuw-Zeelands acteur
- 1966 - Ron Dekker, Nederlands zwemmer
- 1966 - Mike Tyson, Amerikaans bokser
- 1967 - Veerle Dobbelaere, Belgisch actrice
- 1967 - Nitin Ganatra, Engels acteur
- 1967 - Silke Renk, Duits atlete
- 1967 - Ruddy Walem, Belgisch atleet
- 1968 - Phil Anselmo, Amerikaans zanger
- 1968 - Armand van der Smissen, Nederlands duatleet en atleet
- 1970 - Brian Bloom, Amerikaans acteur
- 1970 - Caspar Pound, Brits danceproducer
- 1971 - Bastiaan Ragas, Nederlands acteur en zanger
- 1971 - Jamie Hacking, Amerikaans motorcoureur
- 1972 - Carlos Clos Gómez, Spaans voetbalscheidsrechter
- 1972 - Stuart Rendell, Australisch atleet
- 1973 - Frank Rost, Duits voetballer
- 1974 - Barbara Barend, Nederlands televisiepresentatrice
- 1974 - Juli Zeh, Duits schrijfster
- 1975 - Casper Albers, Nederlandse statisticus
- 1975 - Ralf Schumacher, Duits autocoureur
- 1975 - Rami Shaaban, Zweeds voetballer
- 1977 - Tathiana Garbin, Italiaans tennisster
- 1977 - Justo Villar, Paraguayaans voetbaldoelman
- 1978 - Patrick Ivuti, Keniaans atleet
- 1979 - Sylvain Chavanel, Frans wielrenner
- 1979 - Tim Klijn, Nederlands diskjockey
- 1979 - Matisyahu, Amerikaans zanger
- 1980 - Nourdin Boukhari, Marokkaans-Nederlands voetballer
- 1980 - Ryan ten Doeschate, Nederlands cricketspeler
- 1980 - Rade Prica, Zweeds voetballer
- 1981 - Can Artam, Turks autocoureur
- 1981 - Sanne Heijen, Nederlands televisiepresentatrice
- 1981 - Geoffroy Lequatre, Frans wielrenner
- 1981 - Barbora Špotáková, Tsjechisch speerwerpster
- 1983 - Marcus Burghardt, Duits wielrenner
- 1983 - Cheryl Cole, Brits zangeres
- 1983 - Anne van Veen, Nederlands kleinkunstzangeres
- 1984 - Gabriel Badilla, Costa Ricaans voetballer (overleden 2016)
- 1984 - Fantasia Barrino, Amerikaans zangeres
- 1984 - Benson Cherono, Keniaans/Qatarees atleet
- 1985 - Rafał Blechacz, Pools pianist
- 1985 - Michael Phelps, Amerikaans zwemmer
- 1985 - Cody Rhodes, Amerikaans professioneel worstelaar
- 1986 - Michaël Bultheel, Belgisch atleet
- 1986 - Victoria Crawford, Amerikaans model en worstelaar
- 1986 - Fredy Guarín, Colombiaans voetballer
- 1986 - Yvonne Hak, Nederlands atlete
- 1986 - Jamai Loman, Nederlands zanger en musical-acteur
- 1987 - Marieke Westenenk, Nederlands actrice, zangeres en model
- 1988 - Giel Deferm, Belgisch voetballer
- 1988 - Joachim Mununga, Belgisch voetballer
- 1989 - Bruno Fratus, Braziliaans zwemmer
- 1989 - Asbel Kiprop, Keniaans atleet
- 1989 - Raoul Ngadrira, Belgisch voetballer
- 1990 - Anaïs Caradeux, Frans freestyleskiester
- 1990 - David Wise, Amerikaans freestyleskiër
- 1992 - Emms (Emerson Akachar), Nederlands rapper
- 1993 - Japhet Kipyegon Korir, Keniaans atleet
- 1993 - Pedro Pablo Pichardo, Cubaans atleet
- 1993 - Răzvan Umbrărescu, Roemeens autocoureur
- 1993 - Andreas Vranken, Belgisch atleet
- 1995 - Jessica Hansen, Australisch zwemster
- 1995 - Ali Khamis Khamis, Bahreins atleet
- 1995 - Andrzej Stękała, Pools schansspringer
- 1996 - Toby Sowery, Brits autocoureur
- 1996 - Caroliena Wolters, Nederlands voetbalster
- 1998 - Simon Hansen, Deens atleet
- 2000 - Ricky Petrucciani, Zwitsers atleet
- 2000 - Sefa Vlaarkamp (SEFA), Hardcore diskjockey
- 2000 - Calan Williams, Australisch autocoureur
- 2001 - Jasmijn Dijsselhof, Nederlands voetbalster
- 2002 - Declan Trezise, Australisch wielrenner
- 2003 - Sergi Darder, Spaans wielrenner
- 2003 - Marine Jehaes, Belgisch atlete
- 2004 - Claire Curzan, Amerikaans zwemster
- 2005 - Esmee Daalman, Nederlands voetbalster

## Overleden
- 350 - Nepotianus, Romeins keizer

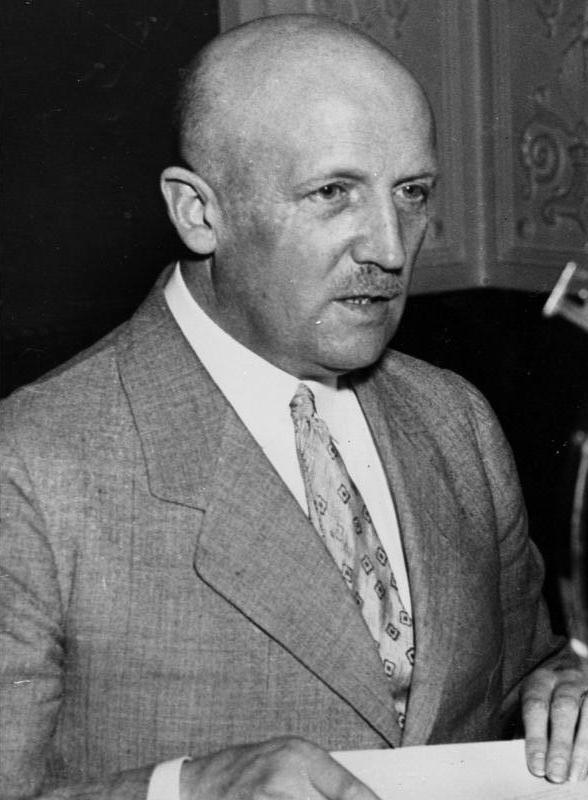
Kurt von Schleicher
overleden in 1934

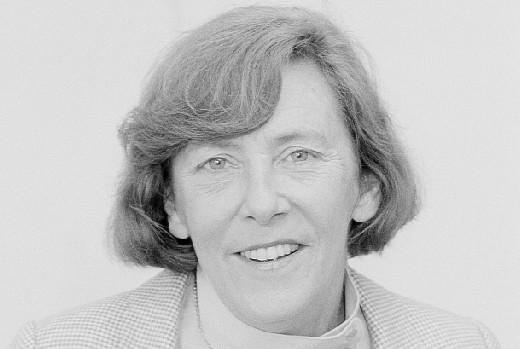
Mies Bouhuys
overleden in 2008

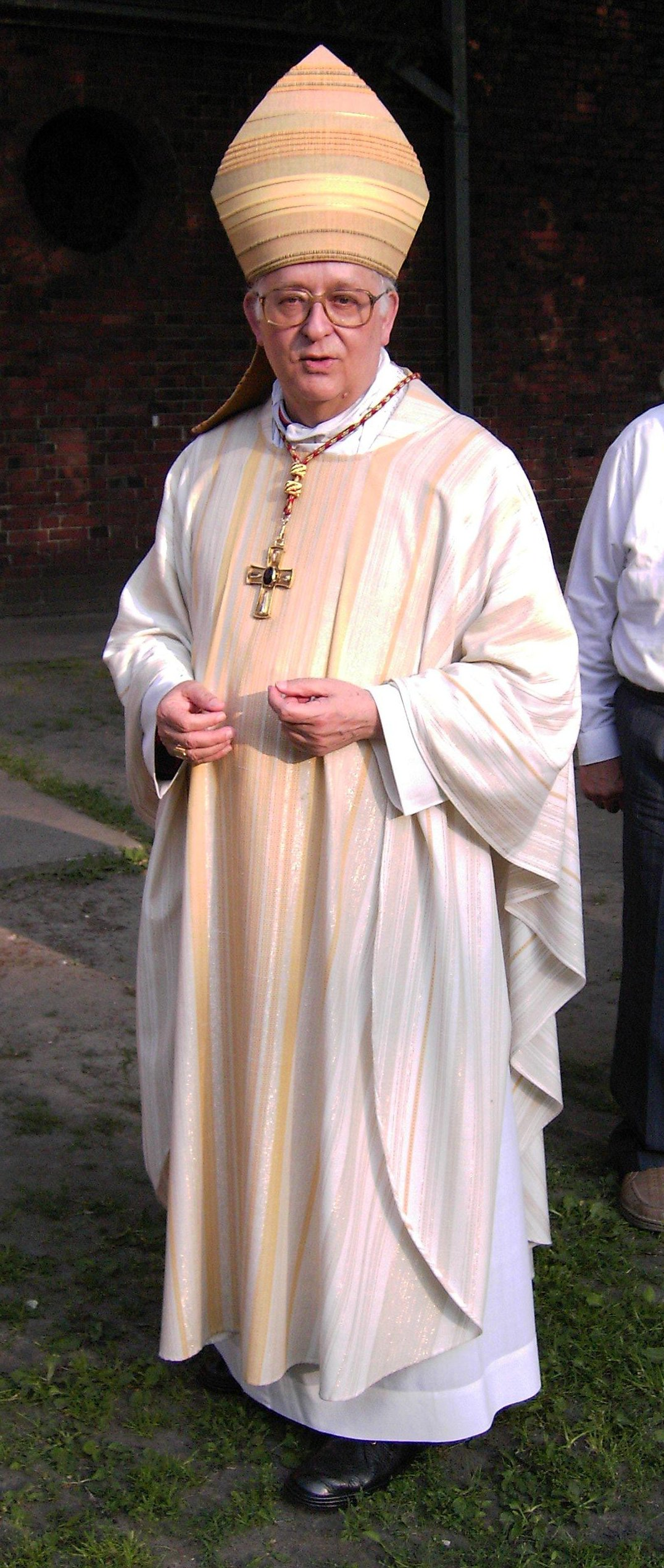
kardinaal Georg Maximilian Sterzinsky
overleden in 2011

- 718 - Heilige Erentrudis, abdis van een Benedictinessenklooster
- 1520 - Motecuhzoma II (54), Azteeks leider
- 1522 - Johannes Reuchlin (67), Duits filosoof en humanist
- 1538 - Karel van Gelre (70), hertog van Gelre
- 1607 - Caesar Baronius (68), Italiaans historicus en theoloog
- 1817 - Abraham Gottlob Werner (67), Duits geoloog
- 1882 - Charles J. Guiteau (40), Amerikaans advocaat
- 1908 - Thomas Hill (78), Amerikaans kunstschilder
- 1916 - Gaston Maspero (70), Italiaans egyptoloog
- 1919 - John William Strutt (76), Brits natuurkundige
- 1924 - Jacob Israël de Haan (42), Nederlands schrijver, jurist en politicus
- 1928 - Giovanni Tacci Porcelli (64), Italiaans nuntius in België en Nederland en curiekardinaal
- 1934 - Fritz Gerlich (51), Duits journalist
- 1934 - Kurt von Schleicher (51) Duits generaal en politicus
- 1934 - Gregor Strasser (42), Duits nationaalsocialistisch politicus
- 1942 - Léon Daudet (74), Frans schrijver en journalist
- 1942 - Františka Plamínková (67), Tsjechisch vrouwenkiesrechtactiviste en politica
- 1948 - Omobono Tenni (42), Italiaans motorcoureur
- 1951 - Francisco Benitez (64), Filipijns universiteitsbestuurder
- 1953 - Vsevolod Poedovkin (60), Russisch regisseur
- 1953 - Elsa Beskow (79), Zweeds schrijfster en illustrator van jeugdboeken
- 1953 - Charles William Miller (78), Braziliaans voetballer
- 1955 - Félix Bédouret (58), Zwitsers voetballer
- 1957 - Johann Rattenhuber (60), Duits politieagent en SS-generaal
- 1959 - Hermann Linkenbach (70), Duits ruiter
- 1959 - Fernand Mathieu (74), Belgisch politicus
- 1959 - José Vasconcelos (77), Mexicaans filosoof en politicus
- 1961 - Lee De Forest (87), Amerikaans uitvinder en elektrotechnicus
- 1968 - Virgilio Levratto (63), Italiaans voetballer en voetbalcoach
- 1974 - Eddie Johnson (55), Amerikaans autocoureur
- 1976 - Gerard Desmet (65), Belgisch wielrenner
- 1986 - Jean Raine (59), Belgisch kunstschilder en filmmaker
- 1995 - Gale Gordon (89), Amerikaans komische acteur
- 1996 - Jef Maes (91), Belgisch componist en muziekpedagoog
- 1996 - Lakis Petropoulos (63), Grieks voetballer en trainer
- 2001 - Pol Appeltants (79), Belgisch voetballer
- 2001 - Chet Atkins (77), Amerikaans gitarist
- 2001 - Joe Henderson (64), Amerikaans jazzmuzikant en-componist
- 2004 - Stive Vermaut (28), Belgisch wielrenner
- 2005 - Christopher Fry (97), Brits toneelschrijver
- 2005 - Herman van Laer (85), Nederlands voorzitter van de Koninklijke Nederlandse Schaatsenrijders Bond
- 2005 - John Lagrand (55), Nederlands muzikant
- 2008 - Mies Bouhuys (81), Nederlands dichteres, scenario-, toneel- en kinderboekenschrijfster
- 2008 - Hans van Doorneveld (67), Nederlands voetballer en voetbaltrainer
- 2009 - Pina Bausch (68), Duits danseres en choreografe
- 2009 - Harve Presnell (75), Amerikaans acteur
- 2009 - Shi Pei Pu (70), Chinees spion en operazanger
- 2010 - Elliott Kastner (80), Amerikaans filmproducent
- 2010 - Park Yong-ha (32), Zuid-Koreaans zanger en acteur
- 2011 - Georg Maximilian Sterzinsky (75), Duits aartsbisschop en kardinaal
- 2014 - Bob Hastings (89), Amerikaans (stem)acteur
- 2014 - Paul Mazursky (84), Amerikaans filmregisseur, scenarioschrijver en acteur
- 2014 - Harry Verheij (97), Nederlands politicus en verzetsstrijder
- 2015 - Jan Eggens (72), Nederlands burgemeester
- 2015 - Pierre Kalala Mukendi (75), voetballer uit Congo-Kinshasa
- 2016 - Martin Lundström (98), Zweeds langlaufer
- 2017 - Pedro Morales Muñoz (94), Spaans componist, dirigent en klarinettist
- 2019 - David Koloane (81), Zuid-Afrikaans beeldend kunstenaar en conservator
- 2019 - Guillermo Mordillo (86), Argentijns cartoonist
- 2021 - Abass Bonfoh (72), Togolees politicus
- 2021 - Inge Danielsson (80), Zweeds voetballer
- 2021 - Janet Moreau (93), Amerikaans atlete
- 2022 - Maarten Boelen (80), Nederlands politicus
- 2023 - Ruud Bos (87), Nederlands componist
- 2024 - Gilbert Desmet (93), Belgisch wielrenner
- 2025 - Kenneth Colley (87), Brits acteur, filmproducent, filmregisseur en scenarioschrijver
- 2025 - Michael Sommer (73), Duits vakbondsbestuurder

## Viering/herdenking

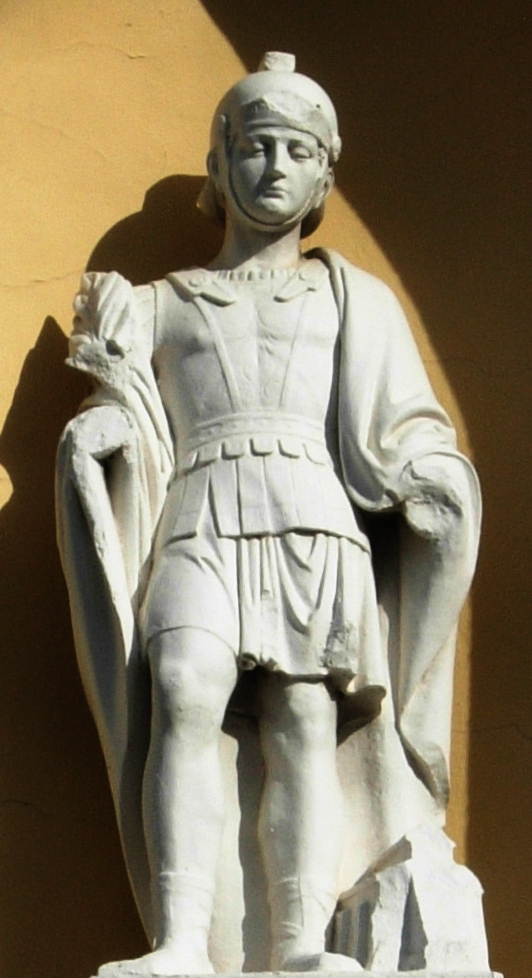
heilige Donatus

- Democratische Republiek Congo: Onafhankelijkheidsdag (1960)
- Rooms-katholiek kalender:
  - Feestdag van de Eerste martelaren van de Romeinse Kerk (waaronder de Donatus) - Vrije Gedachtenis
  - Heilige Adilia van Orp († 670) - Gedachtenis ( in aartsbisdom Mechelen-Brussel)
  - Heilige Luci(a)na (van Rome) († 1e eeuw)
  - Heilige Martiaal († c. 250)
  - Heilige Theobaldus van Provins († 1066)
  - Heilige Bertram van Le Mans († 623)
  - Heilige Clotsildis (van Marchiennes) († 714)
  - Heilige Erentrud(e) van Nonnberg († c. 718)
  - Heilige Adolphus van Osnabruck  († 1224)

## Weerextremen

### Nederland
| | Officiële records | Officiële records | Officiële records |      | Landelijke records | Landelijke records | Landelijke records                                          |
| Gebeurtenis | Jaar              | Extreem           | Locatie           | Jaar | Extreem            | Locatie            |                                                             |
| --- | ----------------- | ----------------- | ----------------- | ---- | ------------------ | ------------------ | ----------------------------------------------------------- |
| Laagste etmaalgemiddelde temperatuur (°C) | 1919              | 10,7              | De Bilt           |      | 1919               | 8,2                | Eelde                                                       |
| Hoogste etmaalgemiddelde temperatuur (°C) | 1957              | 26,5              | De Bilt           |      | 1957               | 28,4               | Gilze-Rijen                                                 |
| Laagste minimumtemperatuur (°C) | 1989              | 3,8               | De Bilt           |      | 2000               | 2,2                | Deelen                                                      |
| Hoogste minimumtemperatuur (°C) | 1957              | 18,8              | De Bilt           |      | 1957               | 20,5               | Rotterdam                                                   |
| Laagste maximumtemperatuur (°C) | 1907              | 13,8              | De Bilt           |      | 1919               | 10,1               | Eelde                                                       |
| Hoogste maximumtemperatuur (°C) | 1957              | 34,2              | De Bilt           |      | 1957               | 34,4               | Eindhoven                                                   |
| Hoogste uurgemiddelde windsnelheid (m/s) | 1945              | 10,3              | De Bilt           |      | 2002               | 17,0               | Oosterschelde, Schaar, Vlakte van De Raan, IJmond, IJmuiden |
| Hoogste windstoot (m/s) | 1959, 1960        | 17,5              | De Bilt           |      | 2002               | 23,0               | Hoek van Holland                                            |
| Langste zonneschijnduur (uur) | 1976              | 15,8              | De Bilt           |      | 1976               | 15,9               | Valkenburg ZH                                               |
| Langste neerslagduur (uur) | 2020              | 8,2               | De Bilt           |      | 1972               | 17,7               | Eelde                                                       |
| Hoogste etmaalsom van de neerslag (mm) | 2005              | 17,4              | De Bilt           |      | 2005               | 37,5               | Heino                                                       |
| Laagste etmaalgemiddelde relatieve vochtigheid (%) | 2018              | 51                | De Bilt           |      | 1935               | 44                 | Maastricht                                                  |
| Laagste uurwaarde luchtdruk op zeeniveau (hPa) | 1997              | 996,9             | De Bilt           |      | 1997               | 994,6              | Vlieland                                                    |
| Hoogste uurwaarde luchtdruk op zeeniveau (hPa) | 1903              | 1028,6            | De Bilt           |      | 1975               | 1029,6             | Hoek van Holland, Vlissingen                                |
| Officiële records worden altijd gemeten op het KNMI-weerstation in De Bilt. Landelijke records kunnen worden gemeten op elk officieel KNMI-weerstation in Nederland. |                   |                   |                   |      |                    |                    |                                                             |

Uitzonderlijke gebeurtenissen
- 1905 - Officieel hoogste minimumtemperatuur in °C van het jaar gemeten in De Bilt: 18,1
- 1905 - Officieel hoogste maximumtemperatuur in °C van het jaar gemeten in De Bilt: 29,4
- 1957 - Officieel hoogste minimumtemperatuur in °C van het jaar gemeten in De Bilt: 18,8
- 1992 - Eerste officiële tropische dag van het jaar (maximumtemperatuur ≥ 30 °C in De Bilt)
- 2023 - Officieel laagste minimumtemperatuur in °C van juni dit jaar gemeten in De Bilt: 8,5
- 2023 - Landelijk hoogste uurgemiddelde windsnelheid in m/s van juni dit jaar gemeten in IJmuiden: 15,0
- 2023 - Officieel laagste uurwaarde luchtdruk op zeeniveau in hPa van juni dit jaar gemeten in De Bilt: 1007,2
- 2023 - Landelijk laagste uurwaarde luchtdruk op zeeniveau in hPa van juni dit jaar gemeten in Vlieland: 1004,3

### België
Dagrecords
- 1919 - Laagste etmaalgemiddelde temperatuur 10,2 °C
- 1957 - Hoogste etmaalgemiddelde temperatuur 26,1 °C
- 1835 en 1964 - Laagste minimumtemperatuur 5,7 °C
- 1957 - Hoogste maximumtemperatuur 33,1 °C
- 1980 - Hoogste etmaalsom van de neerslag 20,2 mm

Uitzonderlijke gebeurtenissen
- 1953 - In 1 uur 40 minuten valt 85,5 mm neerslag in Roucourt (Péruwelz).
- 1957 - Maximumtemperatuur van 30,0 °C op de Baraque Michel (Jalhay).
- 1987 - Hagelbuien beschadigen gewassen in de streek tussen Genk en Hasselt.

<< · 1 · 2 · 3 · 4 · 5 · 6 · 7 · 8 · 9 · 10 · 11 · 12 · 13 · 14 · 15 · 16 · 17 · 18 · 19 · 20 · 21 · 22 · 23 · 24 · 25 · 26 · 27 · 28 · 29 · 30 · >>